# Chaz Green
Chaz Green (Tampa, 2 marzo 1992) è un giocatore di football americano statunitense che milita nel ruolo di offensive tackle per gli Indianapolis Colts della National Football League (NFL).
Fu scelto nel corso del 3º giro (91º assoluto) del Draft NFL 2015 dai Dallas Cowboys. Al college ha giocato a football per Florida. Nella sua carriera da professionista ha giocato anche per i New Orleans Saints, Oakland Raiders ed i Denver Broncos.

## Biografia

### Dallas Cowboys
Dopo avere giocato al college a football a Florida, Green fu scelto nel corso del terzo giro (91º assoluto) del Draft NFL 2015 dai Dallas Cowboys. Dopo non essere mai sceso in campo nella sua prima stagione, nella successiva disputò 4 gare di cui 2 come titolare.

### New Orleans Saints
Il 24 ottobre 2018, Green firmò con i New Orleans Saints.